# Parastathmodera bothai
Parastathmodera bothai är en skalbaggsart som beskrevs av Stefan von Breuning 1981. Parastathmodera bothai ingår i släktet Parastathmodera och familjen långhorningar. Inga underarter finns listade i Catalogue of Life.